# انتخابات الرئاسة السلوفينية 1997
انتخابات الرئاسة السلوفينية 1997 هي انتخابات رئاسية جرت في 23 ديسمبر 1997، في سلوفينيا، لانتخاب رئيس سلوفينيا.
فاز بالانتخابات ميلان كوتشان.